# اسکار اریاس (بازیکن فوتبال)
اسکار اریاس (انگلیسی: Óscar Arias؛ زادهٔ ۵ ژانویهٔ ۱۹۶۶) بازیکن فوتبال اهل آلمان است.
از باشگاه‌هایی که در آن بازی کرده‌است می‌توان به باشگاه فوتبال رکریتیوو اوئلوا و باشگاه فوتبال اسپورتینگ خیخون اشاره کرد.